# Municipio de Saddletree
El municipio de Saddletree (en inglés: Saddletree Township) es un municipio ubicado en el  condado de Robeson en el estado estadounidense de Carolina del Norte. En el año 2000 tenía una población de 4.198 habitantes.

## Geografía
El municipio de Saddletree se encuentra ubicado en las coordenadas 34°43′4.79″N 79°1′56.17″O / 34.7179972, -79.0322694.